# 高丽旋螺
高丽旋螺（学名：Fusolatirus coreanicus），又名皮氏纺锤螺（F. pilsbryi），是新腹足類支序旋螺科Fusolatirus的一种海螺。

## 分佈
本物種見於韩国、台湾、南中國海（包括南沙群島的曾母暗沙），常栖息在浅海沙底、低潮线至水深150米。